# Terror Saddle
Der Terror Saddle ist neben dem Bird Saddle und dem Terra Nova Saddle einer der drei markanten Bergsättel auf der antarktischen Ross-Insel. Er verläuft auf einer Höhe von rund 1600 m zwischen dem 2130 m hohen Mount Terra Nova im Westen und dem 3262 m hohen Mount Terror im Osten.
Das New Zealand Antarctic Place-Names Committee benannte ihn 2001 in Anlehnung an den gleichnamigen benachbarten Berg.